# Фей Ин
Фей Ин (飞鹰) означава Реещ се орел. За произхода на този стил днес се знае много малко. Корените му се губят назад във вековете. Според фамилия Хан (където този стил се практикува от поколения насам), той произлиза от централен Китай, и по-точно от планината цяло от даоската доктрина за произхода и развитието на вселената и човека. Пак според фамилия Хан, за основа му послужила древна книга, представяща най-старото учение за планетата – това за Човека и човешкия Дух. Това е изразено символично в практиката на стила – всички Тао (форми) започват с движение, символизиращо отваряне, прочитане и затваряне на Книгата на мъдростта.
При нашествието на монголите и установяване на династия Юан (1271 – 1368), много китайски фамилии от северните и централните провинции на страната емигрират на юг и се заселват в най-южнатнция Юе Нан. Измежду тях е имало много майстори по кунг фу, които започнали да предават устно традицията строго в рамките на фамилиите си, от баща на син. Така много школи, за които още нищо не се знае, са запазени и до днес, без да са претърпели значителни промени, за разлика от стиловете, популяризирани сред масите. А много от тях са загубени безвъзвратно, било поради това, че майсторът не е имал наследник, на който да предаде традицията, или самият наследник се оказвал недостоен. Тези китайски фамилии запазват своя етнически облик и след отделянето на южните провинции от Китай и обособяването на нова самостоятелна държава – Виетнам.
Едва напоследък някои от тези фамилни школи показват част от секретите си извън семейния кръг, какъвто е случаят с Фей Ин. През 1981 година един от най-младите наследници на фамилното изкуство – Ли Хан Чи – предава на външни хора една голяма част от секретите на стила.

## Клубове, практикуващи Фей Ин
- Спортен Клуб КОБРА